# Сюньбаш
Сюньба́ш (рос. Сюньбаш, башк. Сөнбаш) — село у складі Шаранського району Башкортостану, Росія. Входить до складу Нуреєвської сільської ради.
Населення — 51 особа (2010; 71 у 2002).
Національний склад:
- башкири — 73 %
- татари — 27 %